# Parassy
Parassy é uma comuna francesa na região administrativa do Centro, no departamento Cher. Estende-se por uma área de 25,44 km². Em 2010 a comuna tinha 415 habitantes (densidade: 16,3 hab./km²).